# Allobates paleovarzensis
Espèce
Statut de conservation UICN

 NT  : Quasi menacé
Allobates paleovarzensis est une espèce d'amphibiens de la famille des Aromobatidae.

## Répartition
Cette espèce se rencontre :
- dans le département d'Amazonas en Colombie ;
- dans l'État d'Amazonas au Brésil.

## Publication originale
- Lima, Caldwell, Biavati & Montanarin, 2010 : A new species of Allobates (Anura: Aromobatidae) from paleovárzea forest in Amazonas, Brazil. Zootaxa, no 2337, p. 1-17.